# USS Lorain (PF-93)
El USS Lorain (PF-93) fue una fragata de la clase Tacoma, fue el primer buque de la Armada de los Estados Unidos en llevar el nombre de Lorain, Ohio.
El Lorain (PF-93) fue autorizado como Roanoke (PG-201) y botado como Roanoke (PF-93) bajo un contrato de la Comisión Marítima de los Estados Unidos por la American Ship Building Company, Lorain, Ohio, el 25 de octubre de 1943. Fue rebautizado como Lorain el 7 de febrero de 1944; botado el 18 de marzo de 1944, patrocinado por la Sra. Fred Henderson; y puesto en servicio en Baltimore, Maryland, el 15 de enero de 1945. Hizo patrullas meteorológicas en la Segunda Guerra Mundial, dando datos meteorológicos vitales.

## Hundimiento
Fue vendido el 26 de marzo de 1947 a la Marina francesa y puesto en servicio el mismo día rebatuzizado como Laplace (F-13). Desarmado un año después, sirvió como buque de observación meteorológica en el Atlántico Norte hasta que fue hundido por una mina marina de la Segunda Guerra Mundial el 16 de septiembre de 1950. Resulta que al regresar de una patrulla de 21 días frente a las costas de España, se encontró con una mina magnética colocada por la Kriegsmarine durante la Segunda Guerra Mundial. El pecio del Laplace está entonces hundido frente a Fort-la-Latte, cerca de Saint-Malo, en la bahía de La Fresnaye. 51 miembros de la tripulación murieron en este desastre.